# 渡辺香津美
渡辺 香津美（わたなべ かづみ、1953年10月14日 - ）は、東京都渋谷区出身のジャズギタリスト。現在、洗足学園音楽大学の特別講師も務める。ギタリストの中牟礼貞則は師匠にあたる。高校の同級生に山本達彦、先輩にモト冬樹やグッチ裕三がいる。妻はピアニスト・作曲家の谷川公子。

## バイオグラフィ
東京都渋谷区・宮益坂下交差点のたばこ屋に生まれる。山手幼稚園、暁星小学校、暁星中学校・高等学校出身。
音楽との出会いは小学2年生から始めたピアノ・オルガンの稽古。父がチャップリンの映画音楽やルイ・アームストロング、ラテン音楽などが好きだったことも影響している。「中学2年でベンチャーズに興味を持ち、初めてギターを手にした。」とされているが実際は小学校6年生の頃に道玄坂にオープンしたヤマハミュージックに毎日のように通って弾いていた。小中高の先輩にモト冬樹がおり、モトが弾くエレキギターが生で聴く初めてのエレキの音だったという。
その後ジャズに興味を持ち、ヤマハ音楽教室で中牟礼貞則に学び始める。
1971年、17歳で『インフィニット』を発売、デビュー。その卓越したギター・テクニックで「17歳の天才ギタリストの出現」と騒がれた。渡辺貞夫らトップミュージシャンのグループに在籍した。
1977年、新宿ピット・インへセッションで出演するにあたり、ドラマーのつのだ☆ひろから誘いを受けて、ベースの高水健司、キーボードの坂本龍一と初共演して強烈な刺激を受ける。この当時、渡辺はアルバムを制作する話があり、先のセッションからつのだと坂本、そしてベースには後藤次利を起用して『Olive's step』をレコーディングした。それが、渡辺がジャズに加えてクロスオーバー（後のフュージョン）に傾倒する切っ掛けとなる。
1978年、坂本龍一のファーストアルバム『千のナイフ』のレコーディングに参加し、さらに日本コロムビアのベターデイズ・レーベルからリリースされたことにより、そこから先行してリリースしていた渡辺とはレーベルメイトにもなる。また、前年にオープンした六本木ピット・イン（新宿ピットインの姉妹店）で渡辺と坂本は頻繁に共演を重ねるようになる。
1979年、六本木ピットインにて渡辺香津美ウィークリーセッションをするにあたり、そのなかの一日を坂本がプロデュース。これがこの年5月にリリースする渡辺のアルバム『KYLYN』へと繋がる。当初、『KYLYN』はアルバムのみのプロジェクトではあったが、渡辺と同じ音楽事務所に所属する増尾好秋のツアーが全国各地のホールを押さえた後で頓挫したことにより、その埋め合わせに渡辺と『KYLYN』レコーディングメンバーによる全国プロモーションツアーが組まれることになって行われる。同時期、KYLYNバンドとほぼ同じメンバーによる坂本龍一&カクトウギセッション、坂本龍一がメンバーであったイエロー・マジック・オーケストラ（YMO）のライブにも参加。
そして、YMOが夏から秋にかけて海外ツアーをするにあたっても引き続きサポート・ギタリストとして参加した。帰国する頃には、YMOはブームを飛び越して社会現象となるなどその異常人気は過熱していて、渡辺は思いもかけないことに巻き込まれる。YMOの所属レコード会社、アルファレコードはその海外ツアーの模様を収録したライブアルバム『パブリック・プレッシャー（公的抑圧）』を制作するにあたって、渡辺の所属していたレコード会社、日本コロムビアの意向で渡辺が演奏したパートの収録は叶わなくなってカットされることとなり、代わりに坂本のシンセサイザーが追加録音された（渡辺のギターがそのまま収録されたテイクは、後年リリースの『フェイカー・ホリック』などに収録された）。以降、渡辺とYMOの共演は無くなってしまう。
1980年、三度目となるニューヨーク録音のアルバム『TO CHI KA』ではヴィブラフォン奏者のマイク・マイニエリがプロデューサーとして迎えられている。このアルバムの収録曲「ユニコーン」が日立のオーディオ・ブランド「Lo-D」のCM曲に使われ、渡辺自身も出演して人気を不動のものとする。
1981年からはFM東京（当時）系列で自身の番組『グッド・バイブレーション〜渡辺香津美・ドガタナ・ワールド』のラジオパーソナリティを務める。
1982年に日本コロムビアからポリドール（現：ユニバーサル ミュージック ジャパン）に移籍、併せて自らのレーベル「domo」（ドモ）を立ち上げる。
1983年には来日したジャコパストリアスと、マイクスターンの代役として共演している。この時の音源は、アルバム『ワード･オブ･マウス･バンド 1983ジャパン･ツアー』に収録されている。
1987年、ビル・ブルーフォード、ジェフ・バーリンとのトリオで「スパイス・オブ・ライフ」を発表。同編成で日本公演を行い、この映像は当時にテレビ放送されたほか、レーザーディスクで市販された。後にDVDとしても発売されている。
翌1988年には同編成にキーボードPeter Vetteseを加え、続編の「スパイス・オブ・ライフ・ツー」を発表。ライブではジェフ・バーリンは参加しなかったが、代打としてバニー・ブルネル、キーボードにKAZUMI BANDからの盟友である笹路正徳が参加し主要都市を廻るツアーを敢行した。
1990年から1996年にかけて関西テレビの深夜ローカル番組『夢の乱入者』に出演。ポップス系を中心に異分野のミュージシャンをゲストに招き、トークとスタジオライブ（東原力哉、清水興らとのバンド。公開収録もあり）で多数と共演した。
1999年ボトムラインNYにてマイク・マイニエリ、ラリー・コリエル、ジョン・パティトゥッチ、ミノ・シネル、矢野顕子らとライブ収録。ポリドールからアルバム『One for All』をリリース。
2005年より一時、NHK-FM『ジャズ・トゥナイト』ラジオパーソナリティを務めた。
2013年、ジェフ・バーリンと「スパイス・オブ・ライフ」以来となる共演ライブを5月に行う。ドラムは引退したビル・ブルーフォードに代わり、ヴァージル・ドナティ（元プラネット・エックス、リング・オブ・ファイア、キャブ等）が参加。ジェフの発案でレコーディング。11月にも公演を行い、新作「スピニング・グローブ」からの新曲を演奏した。
10月にはブルーノート東京でリー・リトナーと「マーメイド・ブールヴァード」「アランフェス協奏曲」以来35年ぶりの共演を果たした。
2022年、文化庁長官表彰。
近年では、公私共にパートナーでもある、谷川公子とのユニット・Castle in the Air（同名タイトルアルバムも発表）での活動も行っている。なお、同ユニットでのリーダーは谷川である。
2024年2月27日、軽井沢の自宅で倒れ救急搬送された。同年3月31日、精査の結果、意識障害を伴う脳幹出血と診断され入院加療中であること、また、医師の診断に基づき本年度予定されていたすべてのアーティスト活動を中止し、治療に専念することを公式サイトにて報告した。
同年7月11日、谷川が自身のFacebook及びnoteを更新、渡辺が4月に意識を取り戻し、回復期リハビリテーションに特化した病院に転院したことを報告した。12月17日に谷川が再びnoteを更新、10月25日に自宅に戻り現在は在宅療養にあること、「要介護認定5、肢体不自由により障害者1級」に認定されていることを明らかにした。

## 使用機材
ギターはデビュー以来現在まで様々な形状、スタイルのものを使用している。初期はアレンビック・SSG、アリアプロII・RS-850、PE、オベーションなどを使用。その後、ギブソン・レスポール・スペシャルや、スタインバーガー、ヴァレイアーツ、ポール・リード・スミスなどを経て現在はコリングス（collings）などプロジェクトによって多種のギターを使い分けているため、使用ギターは頻繁に変わる。
あまりヴィンテージ・ギターは使用しないが『TO CHI KA』の裏ジャケに写っている、1956年製のギブソン・レスポール・スペシャル、オベーション・アダマス1687-2などはたまにライブやレコーディングに使用する。
近年はマーティンのヴィンテージのD-45を手に入れ、使用している。
TOCHICAのアルバムジャケットでおなじみのギブソンレスポールスペシャルは、本人が1980年にマンハッタンの楽器店に立ち寄った際にデヴィッド・スピノザが試奏していたもので、スピノザが一旦帰った後慌てて頭金を払いその後即購入したものである。
特に現在渡辺が多数のライブで使用しているセミアコースティックタイプのエイブリベラは、彼がエイブリベラにソリットギターをオーダーした際に、エイブリベラ本人から『君をイメージしてつくったんだ』という言葉とともに手渡されたものである。
クラシック・ギターはポール・ジェイコブソン、今井勇一などを経て、現在は主にローデン（Lowden）やウォーターロード（WaterRoad），アントニオ・マリン・モンテロ、ヘルマンハウザー3世、マーティンD-45、12弦はマーティンクラプトンモデルなども使う。
アンプは現在、レコーディング等にKenperを多用。ライブはUCHS,CARR,ULBRICK（Kazumi Original Model）などをステージングにより使い分けている。
アコースティックプロジェクトでは現在、会場によってPAなどがいない状況の場合、持ち込みPAシステム（Mayer UPM-1P）を持ち込み、自身で傍に卓を置いてオペレートしながら公演を行う事もあり、自分用モニターとしてAER Compactを配置して、どんな状況下においても対応している。
様々なメーカーで自身のシグネイチャーモデルを作っている。
2014年には、島村楽器のHISTORYブランドより、50本限定でシグネイチャーモデル「Tidewater」も発売された。
以前、ギフィン（Giffin）からも、島村楽器の様にインレイなども全く同じでは無かったが、仕様は全く同じKazumi Modelが発売されている（取扱、スクラッチギター）。
かなりの機材マニアで、エフェクターはその時代の新製品を使用することが多く、頻繁に変わる。ギターシンセサイザーはプロジェクトに応じて使用する。

## 人物・エピソード
世界的なミュージシャンとの共演経験も多数あり、マーカス・ミラー、スティーヴ・ジョーダン、トニー・レヴィン、オマー・ハキム、マイケル・ブレッカー、ピーター・アースキン、マイク・マイニエリ、デイヴィッド・サンボーン、ビル・ブルーフォード、ジェフ・バーリン、リチャード・ボナ、スティーヴ・ガッド、ジャコ・パストリアス、エディ・ゴメス、ジョン・パティトゥッチ、マイク・スターン、リー・リトナー等とアルバム制作を行なっている。（ジャコ・パストリアス、エディ・ゴメス、スティーヴ・ガッド、ジョン・パティトゥッチはライブ盤）
友人であるパット・メセニーは香津美について、『彼がニューヨークに来たらニューヨーク中のギタリストの仕事がなくなってしまう』と語った。
マイルス・デイヴィスは、1981年、KAZUMI BANDのニューヨークでのライブを見に来ていて、ライブ後に自身の新しいバンドに渡辺を誘ったが、マイルスのしゃがれ声を聞き取ることができず、次の日のスタジオ・セッションに誘われたことがわからず、実現しなかった。後に、アルバム「The Man With The Horn」のレコーディングに参加しバンドのレギュラー・メンバーとなったマイク・スターンは、渡辺に『香津美がもしあの日のセッションに来ていたら、自分ではなく香津美がバンドに入っていたかもしれない。』と語っている。
LUNA SEA、X JAPANのギタリストであるSUGIZOは『間違いなく日本で一番のギタリスト』と渡辺を評している。

## ディスコグラフィ

### アルバム（リーダー作品）
1970年代
1. 『Infinite』（1971年9月25日、東芝音楽工業・EXPRESS、ETP-9038）
2. 『Endless Way』（1975年9月25日、日本コロムビア・Better Days、YQ-7511-N）
3. 『Monday Blues』（1976年、RVC、RVL-5502）
4. 『Milky Shade』（1976年、UNION、GU-5003）
5. 『Olive's Step』（1977年9月25日、日本コロムビア・Better Days、YX-7580-ND）
6. 『Mermaid Boulevard』（1978年2月28日、アルファレコード、ALR-6001）
7. 『LONESOME CAT』（1978年6月25日、日本コロムビア・Better Days）
8. 『Village in bubbles』（1978年11月25日、日本コロムビア・Better Days）
9. 『KYLYN』（1979年6月25日、日本コロムビア・Better Days）
10. 『KYLYN LIVE』（1979年11月25日、日本コロムビア・Better Days）

1980年代
1. 『TO CHI KA』（1980年5月25日、日本コロムビア・Better Days）
2. KAZUMI BAND名義, 『頭狂奸児唐眼（とうきょうがんじがらめ）』  - TALK YOU ALL TIGHT（1981年、日本コロムビア・Better Days）
3. 『DOGATANA』（1981年、日本コロムビア・Better Days）
4. 『ガネシア』KAZUMI BAND （1982年、Polydor）
5. 『MOBO』（1983年、Domo/Gramavision）[18]
6. 『MOBO CLUB』 (1984年、Gramavision)
7. 『MOBO SPLASH』（1985年、Polydor）
8. 『MOBO Club 桜花爛漫』（1986年、Domo）
9. 『THE SPICE OF LIFE』（1987年、Polydor）
10. 『THE SPICE OF LIFE 2』（1988年、Domo）
11. 『KILOWATT』（1989年、Domo/Gramavision）

1990年代
1. 『Romanesque』（1991年、Polydor）
2. 渡辺香津美レゾナンス・ヴオックス『Pandora』（1991年、Polydor）
3. 渡辺香津美レゾナンス・ヴオックス『O-X-O』（1992年、Polydor）
4. 渡辺香津美レゾナンス・ヴオックス『RESONANCE VOX』（1993年、DOMO）
5. 渡辺香津美レゾナンス・ヴオックス『自業自得(Live Recordings)』（1994年、DOMO）
6. 『おやつ』（1994年、Polydor）
7. 『おやつ2：遠足』（1995年、Polydor）
8. 『エスプリ』（1996年、Polydor）
9. 小曽根真とのデュオ名義 『ダンディズム』（1998年、DOMO）
10. 『One for All』（1999年、Polydor）

2000年代
1. 渡辺香津美 with オーケストラ『Dear Tokyo』（2001年5月、日本コロムビア）
2. 『BEYOND THE INFINITE』（2001年11月、DOMO）
3. 『Guitar Renaissance』（2003年2月、ewe）
4. 渡辺香津美ニューエレクトリックトリオ『MO'BOP』 （2003年8月、ewe）
5. 渡辺香津美ニューエレクトリックトリオ『MO'BOP II』（2004年、ewe）
6. 『Guitar Renaissance II [夢]』（2005年）
7. 『Guitar Renaissance III [翼]』（2006年6月）
8. 『MO'BOP III』（2006年9月）
9. Asian Super Guitar Project『ギター三国志』（2006年10月）
10. 『開放弦』オリジナル・サウンドトラック（2007年2月）
11. 『Guitar Renaissance IV [響]』（2007年4月）
12. 『Jazz Impression』（2009年9月）
13. 『Acoustic Flakes』（2009年10月）

2010年代以降
1. 『USB40』（2010年11月30日） -　USBメモリ収録のデジタルデータアルバム
2. 『LOTUS NIGHT』（2011年1月26日）
3. 『TRICOROLL』（2011年12月28日）
4. 『Guitar Renaissance V〈翔〉』（2012年9月12日）
5. 『Live At Iridium』（2012年10月17日）
6. 『GRACIM』（2013年4月24日）[19]
7. 『Spinning Globe』（2013年12月4日）
8. 『Guitar Is Beautiful KW45』（2016年4月6日、ワーナーミュージック・ジャパン）
9. 『TOKYO WANDERER』（2017年10月25日）[20]

### コンピレーション・アルバム
1. TOKYO JOE
2. KAZUMI's Music File 84-94
3. The Best Performance
4. Better Days of KAZUMI WATANABE
5. ギター・ワークショップ Vol.1
6. エイジアン・スーパー・ギター・プロジェクト〜ギター三国志
7. White Album'90（1990年11月10日）ポリドールが企画したクリスマスをテーマにしたオムニバスアルバム。9曲入り。渡辺は3曲目『HAVE YOURSELF A MERRY LITTLE CHRISTMAS』を提供。
8. ゴールデン☆ベスト 渡辺香津美 -Better Days- （2015年1月28日）
9. 渡辺香津美デビュー45周年企画～KAZUMI WATANABE domo YEARS～ （2016年1月27日）

### 共作・ゲスト参加アルバム
- 鈴木勲カルテット+1 『ブルー・シティ』（1974年、TBM）
- ジミー・ホップス（英語版）＆渡辺香津美 『ムダリ』（1976年、日本コロムビア・Denon）
- 渡辺香津美、ミッキー吉野『カレイドスコープ』（1978年2月26日、日本コロムビア・Denon）
- 渡辺香津美、乾裕樹、岡沢茂、村上"ポンタ"秀一、松武秀樹、江夏健二、深町純『Live Space Fantasy』（1978年7月25日、フォーライフミュージックエンタテイメント）
- 坂本龍一&カクトウギ・セッション『サマー・ナーヴス』（1979年6月21日、CBS・ソニー）※アブドゥーラ・ザ・"ブッシャー"名義[21]
- 『日米エレキ大合戦　寺内タケシVSノーキー・エドワーズ』渡辺の他に竹田和夫・Char・山岸潤史が参加（1986年、キングレコード）
- イエロー・マジック・オーケストラ『フェイカー・ホリック』 - Faker Holic（1991年5月21日）※1979年収録のライブ音源。当初発売されたライブアルバム『パブリック・プレッシャー』では、当時渡辺が所属していた日本コロムビアがその収録を拒否したため、ギターパートはカットされ坂本龍一のシンセサイザーに置き換えられたが、本作で復活。
- 福田進一と共同名義 『禁じられた遊び』（1998年）（DVD映像作品）
- 鈴木大介『どですかでん』（2001年）
- 谷川公子『Castle in the Air』（2007年11月21日）
- 吉田美奈子『NOWADAYS』（2008年10月15日）
- ワード・オヴ・マウス・バンド『1983 ジャパン・ツアー featuring 渡辺香津美 ジャコ・パストリアス』（2012年）
- 沖仁 con 渡辺香津美『エン・ビーボ!〜狂熱のライブ〜』（2015年8月19日）

#### 映像資料
- 『One for all tribute to The Bottom Line N.Y. 』ジェネオンエンタテインメント、ビデオ、2004年、OCLC 675120016。
- 渡辺香津美ニューエレクトリックトリオ『 Mo'bop DVD edition』East Works Entertainment、DVD、2005年、OCLC 675170463。
- 日向寺太郎ほか（出演）『 映画火垂るの墓メイキング-夏、僕たちの知らない戦争』ブロードウェイ、DVD、2008年、OCLC 1143420337。
- 『Endless way』渡辺香津美ギター生活40周年記念作品: コロムビア創立100周年記念企画 、コロムビアミュージックエンタテインメント、2010年、OCLC 743350616。
- 村上"ポンタ"秀一『音楽境地 奇跡のjazz fusion night: Debut the 45's anniversary』第1巻、Sony Music Direct (Japan)、ブルーレイディスク、2018年、OCLC 1076897189。

## 著作
- 「バイブレーションがじかに伝わるライブ・ハウス」『ジャズ批評 = Jazz critique magazine』第4巻第39号、ジャズ批評社、1981年11月、p83-85 (コマ番号0046.jp2)doi:10.11501/6073047 - 国立国会図書館デジタルコレクション
- 「SEXY 危険なオンナ･紗貴めぐみ&ジミハデオトコ」『週刊Heibon』第25巻第44号、マガジンハウス、1983年12月、p64 (コマ番号0033.jp2)、doi:10.11501/1723507 - 国立国会図書館デジタルコレクション
- 「教育音楽」第42巻6 (486)、1987年6月、doi:10.11501/6035647、2021年2月7日閲覧。 - 国立国会図書館デジタルコレクション
- 渡辺香津美、山下和仁『渡辺香津美 山下和仁 ギター対話』径書房〈こみち文庫〉、1982年。ASIN B000J7PXTC。 NCID BN09454738。
- 渡辺香津美『サウンド・インターバル』径書房、1991年10月1日。ISBN 978-4770501004。 NCID BA39961391。
- 「有名人ユーザーの声(写真家・早川廣行さん、イラストレーター・秋山孝さん、ギタリスト・渡辺香津美さん、漫画家・高橋春男さん)」『Asahiパソコン : AP』第88号、朝日新聞社、1992年10月、p18,20,22,24 (コマ番号0010.jp2)、doi:10.11501/3219431 - 国立国会図書館デジタルコレクション。
- 「この1曲が好き！(12)スクリャービン／法悦の詩」『音楽の友』第54巻、音楽之友社、1996年3月、p96-97 (コマ番号0050.jp2)。doi:10.11501/6022243 - 国立国会図書館デジタルコレクション。
- 「ホームページで夜も大忙し!?」『月刊福祉 = Monthly welfare』第79巻第11号、全国社会福祉協議会、1996年10月。p6-7 (コマ番号0005.jp2) doi:10.11501/2677534 - 国立国会図書館デジタルコレクション。
- 『渡辺香津美のアコースティックギター入門』日本放送出版協会〈NHK趣味悠々〉、2002年、ISBN 414188331X、NCID BA57221513。
- 長野文憲、平倉信行、田嶌道生、福田進一ほか（共著）『The enka on my mind : for guitar solo = わが心の演歌 : ギターソロのための』現代ギター社、2003年、ISBN 4874713734, 4874713742, 4874713750、NCID BA7152405X。
- 鈴木勲、渡辺香津美、渡辺貞夫ほか（述）「ジャズ・ミュージシャンズ・エッセイ 先輩×後輩ミュージシャンここだけの"ぶっちゃけ"対談」『新宿ピットインの50年』田中伊佐資（監修）、新宿ピットイン50年史編纂委員会（編）、河出書房新社、2015年、全国書誌番号:22690717、ISBN 978-4-309-27669-4。

## メディア出演

### テレビ
- J-MERO（NHK総合）
- 音遊人（2006年4月22日、テレビ東京）
- 夢の乱入者（1990年 - 1997年、関西テレビ）
- 堺でございます（BSフジ）

### ラジオ
- GOOD VIBRATION 〜渡辺香津美のドガタナ・ワールド〜（1982年8月7日 - 1984年8月25日、エフエム東京）

### CM
- Unicorn（日立 Lo-D、『TO CHI KA』所収）
- Melanco（アメリカン・エキスプレス、『THE SPICE OF LIFE』所収）
- プレリュード（東北地区限定「北州ハウジング」） - 本人も出演

## 関連資料
- 「クロスオーバーミュージツクの旗手渡辺香津美の天才度」『週刊現代』第20巻第8号、講談社、1978年2月、doi:10.11501/3371985 - 国立国会図書館デジタルコレクション。
- 服部真「美しいサウンドのクリエイター/渡辺香津美」『映画情報』第45巻第9号 (復刊337)、東京：国際情報社、1980年9月 (コマ番号0059.jp2) doi:10.11501/2343758 - 国立国会図書館デジタルコレクション。
- 「インタビュー・ラッシュ 渡辺香津美/ムクワジュ/トリオ･ロス･デルフィネス」『中南米音楽 = La musica iberoamericana』第337号、東京：中南米音楽、1982年2月、p68–75 (コマ番号0035.jp2) doi:10.11501/2267497 - 国立国会図書館デジタルコレクション。
- 竹村淳「ギタリスト訪問(5)渡辺香津美」『ジャズ批評 = Jazz critique magazine』第4号 (43)、ジャズ批評社、1982年11月、p262–272 (コマ番号0137.jp2) doi:10.11501/6073050 - 国立国会図書館デジタルコレクション。
- 「2色グラフ イベント・プレヴュー：『マタイ1985その人は何もしなかった』 / 高橋悠治 ; 坂本龍一 ; 三宅榛名 ; 渡辺香津美 ; 如月小春」『ショパン = Chopin magazine』東京：ハンナ、1985年4月、p20–20 (コマ番号0012.jp2)、doi:10.11501/7959330 - 国立国会図書館デジタルコレクション。雑誌別題『ピアノを愛する人の音楽誌』。
- 「9　渡辺香津美／UNICORN from [TO CHI KA]」『クロスオーバー・ジャパンジャパニーズ・フュージョン・ベスト』、東京：リットーミュージック〈バンド・スコア〉、2003年5月、p134-152。全国書誌番号:20596901、ISBN 4-8456-0929-0。